# Api raffineria di Ancona
La Api raffineria di Ancona S.p.A. è un impianto petrolchimico controllato al 99% dal Gruppo API, situato a Falconara Marittima, in provincia di Ancona.
Attiva dal 1950, è stata certificata per la tutela ambientale ISO 14001, per la sicurezza OHSAS 18001 e per qualità ISO 9002. Sviluppata su una superficie di 700 000 m² nel 1950, ha attualmente raggiunto una capacità di lavorazione di 3 900 000 tonn/anno (pari a 85 000 barili/g) con una capacità di stoccaggio di oltre 1 500 000 metri cubi.
È dotata di un sistema di spedizione via terra per una potenzialità di circa 12 000 tonn/g e di un sistema ricezione via mare tramite terminali marini per petroliere sino a 400 000 tonnellate.

## Incidenti mortali
- 25 agosto 1999 - Alle 5:35 l'esplosione della raffineria ed il rogo che ne consegue causano due morti e la paralisi completa della ferrovia Bologna-Ancona, che attraversa l'impianto stesso, e delle infrastrutture viarie adiacenti, ovvero la Statale 16 "Adriatica" e l'aeroporto internazionale "Raffaello Sanzio".
- 8 settembre 2004 - Alle 7:15 esplode l'area deposito bitumi della raffineria, causando la morte di un camionista.